# Biologia especulativa
A biologia especulativa é um gênero de ficção especulativa e um movimento artístico focado em cenários hipotéticos na evolução da vida, além de uma forma significativa de biologia ficcional. É também conhecida como evolução especulativa e referida como zoologia especulativa em relação a animais hipotéticos. Trabalhos que incorporam evolução especulativa podem ter espécies inteiramente conceituais que evoluam em um planeta que não seja a Terra, ou podem ser uma história alternativa focada em uma evolução alternativa da vida terrestre. A evolução especulativa é frequentemente considerada com ficção científica hard por causa de sua forte conexão e base na ciência, particularmente na biologia.
A biologia especulativa esteve relacionada, por muito tempo, com a ficção científica. O romance "A Máquina do Tempo" de H. G. Wells, de 1895, é geralmente reconhecido como o começo da evolução especulativa, pois apresentava várias criaturas imaginárias futuras. Embora faunas especulativas em pequena escala tenham sido uma marca registrada da ficção científica ao longo do século XX, as ideias raramente foram bem desenvolvidas, com algumas exceções como Barsoom, uma versão fictícia de Marte e seu ecossistema criados por Edgar Rice Burroughs publicados em romances de 1912 a 1941, e Rhinogradentia, uma ordem fictícia de mamíferos criada em 1957 criada por Gerolf Steiner.
Geralmente, concorda-se que o moderno movimento evolutivo especulativo tenha começado com a publicação do livro "After Man" de Dougal Dixon, em 1981, que explorava uma futura Terra plenamente realizada, com vários ecossistemas e mais de cem animais hipotéticos. O trabalho de Dixon, como a maioria dos trabalhos semelhantes que vieram depois deles, foi criado com princípios biológicos reais em mente e visava explorar processos da vida real, como evolução e mudança climática, através do uso de exemplos ficcionais.
O possível uso da biologia especulativa como ferramenta educacional e científica foi observado e discutido ao longo das décadas que se seguiram à publicação de "After Man". A biologia especulativa pode ser útil na exploração e apresentação de padrões presentes no presente e no passado. Extrapolando as tendências passadas para o futuro, os cientistas podem pesquisar e prever os cenários mais prováveis de como certos organismos e linhagens podem responder a mudanças ecológicas. Em alguns casos, as criaturas foram primeiramente idealizadas pela biologia especulativa para depois serem descobertas, como um anomalocaridídeos imaginário que se alimentaria pela filtragem da água, ilustrado pelo artista John Meszaros no livro All Yesterdays de 2012 de John Conway, CM Kosemen e Darren Naish, sendo comprovado que realmente existiu por meio de fosseis, esse anomalocaridídeo pertence ao gênero tamisiocaris e foi descoberto em 2014.

## História

### Trabalhos iniciais
Explorar mundos hipotéticos com formas de vida alienígenas, alternativas ou do futuro são um elemento recorrente nos trabalhos de ficção científica. Um dos primeiros livros geralmente tratados como um representante da biologia especulativa é o romance de ficção científica de H. G. Wells, A Máquina do Tempo, publicado em 1895. A Máquina do Tempo, situada a mais de oitocentos mil anos no futuro, mostra os descendentes dos humanos na forma dos eloi, fracos e inteligentes, e dos morlocks, brutais e com hábitos subterrâneos. Mais adiante, o protagonista do livro encontra monstros-caranguejos grandes e borboletas enormes. Outros autores, após Wells, de ficção científica frequentemente usavam criaturas fictícias na mesma veia, mas a maioria dessas faunas imaginárias eram pouco desenvolvidas.
Edgar Rice Burroughs, que escreveu no início do século XX, pode se considerado um autor inicial de biologia especulativa do mesmo modo que Wells. Embora seus ecossistemas fictícios fossem muito pequenos, eles eram os cenários de seus romances e, por causa disso, bastante desenvolvidos. Em particular,  Barsoom de Burroughs, uma versão fictícia do planeta Marte que apareceu em dez romances publicados de 1912 a 1941,mostrava um ecossistema marciano repleto de seres alienígenas e muitos grupos étnicos e culturas marcianos distintos. A "Planetary series" de Stanley Weinbaum também inclui vida alienígena significativamente conceituada e desenvolvida.Frederik Pohl escreveu que antes de Weinbaum, os alienígenas da ficção científica "podiam ser homens-gato, homens-lagarto, homens-formiga, homens-plantas ou homens-rochas; mas eles eram, sempre incuravelmente, homens. Weinbaum mudou isso... foi a diferença de orientação - em  impulsos, objetivos e processos de pensamento – que tornaram o alienígena do tipo Weinbaum tão novo e gratificante na ficção científica em meados dos anos trinta."
Em 1930, Olaf Stapledon publicou uma "história futura", Last and First Men: A Story of the Near and Far Future, descrevendo a história da humanidade a partir do presente, ao longo de dois bilhões de anos e dezoito espécies humanas, das quais o Homo sapiens é  o primeiro.  O livro antecipa a ciência da engenharia genética e é um dos primeiros exemplos da ideia fictícia da mente grupal. Publicado em 1957, o livro do zoólogo alemão Gerolf Steiner, Bau und Leben der Rhinogradentia (traduzido para o inglês como The Snouters: The Form and Life of the Rhinogrades.) descreveu a evolução fictícia, a biologia e o comportamento de uma ordem imaginária de mamíferos, os Rhinogradentia ou "rinogrados".   Os Rinógrados são caracterizados por uma característica semelhante a um nariz chamada "nasório", cuja forma e função variam significativamente entre as espécies, semelhante aos tentilhões de Darwin e à especialização do bico.  Este grupo diversificado de animais fictícios habita uma série de ilhas nas quais evoluíram gradualmente, irradiando-se para a maioria dos nichos ecológicos.  Artigos satíricos foram publicados dando continuidade ao mundo imaginado de Steiner. Embora o trabalho apresente todo um ecossistema especulativo, o seu impacto é ofuscado pelos trabalhos posteriores devido ao seu âmbito limitado, explorando apenas a vida de um arquipélago insular.
 Em 1976, o autor e ilustrador italiano Leo Lionni publicou Parallel Botany, um "guia de campo para plantas imaginárias", apresentado com menções em estilo acadêmico de pessoas e lugares genuínos.  A Botânica Paralela foi comparada ao livro Cidades Invisíveis de 1972, de Italo Calvino, no qual Marco Polo, em diálogo com Kublai Khan, descreve 55 cidades, que, como as plantas "paralelas" de Lionni, são "tão reais quanto a capacidade da mente de conceituá-las".

### Movimento
Uma das principais obras "fundadoras" da biologia especulativa é After Man, de Dougal Dixon, publicada em 1981. Até hoje, After Man é reconhecido como o primeiro projeto de evolução especulativa em grande escala envolvendo um mundo inteiro e uma vasta gama de espécies. Algo que aumenta sua importância é o fato de o livro se ter tornado muito acessível ao ser publicado por editoras convencionais e ser totalmente ilustrado com imagens coloridas. De tal modo, After Man é frequentemente visto como tendo criado a base para a ideia de criar mundos especulativos completos. Ao longo das décadas que se seguiram à publicação de After Man, Dixon permaneceu um dos únicos autores da evolução especulativa, publicando mais dois livros na mesma linha de After Man; The New Dinossaurs em 1988 e Man After Man em 1990. Dixon considera The Time Machine como sua principal inspiração, desconhecendo o trabalho de Steiner, e concebeu After Man como um livro de nível popular sobre os processos de evolução que, em vez de usar o passado para contar a história, projetou os processos no futuro. Uma ideia basilar do After Man, além de uma onda de extinção que se segue aos humanos, é a evolução convergente.
Ao projetar os vários animais do livro, Dixon olhou para os diferentes tipos de biomas do planeta e quais adaptações os animais que lá vivem possuem, projetando novos animais descendentes dos modernos com o mesmo conjunto de adaptações. O sucesso de After Man inspirou Dixon a continuar escrevendo livros que explicavam processos científicos factuais por meio de exemplos fictícios.  Os Novos Dinossauros era essencialmente um livro sobre zoogeografia, algo com o qual o público em geral não estaria familiarizado, usando um mundo em que os dinossauros não-aviários não haviam sido extintos.  Man After Man, explorou as mudanças climáticas ao longo dos próximos milhões de anos, mostrando seus efeitos através dos olhos dos futuros descendentes humanos.
Hoje, muitos artistas e escritores trabalham em projetos de evolução especulativa online, muitas vezes na mesma linha dos trabalhos de Dixon.  A evolução especulativa continua a ter uma presença um tanto dominante por meio de filmes e programas de TV apresentando criaturas hipotéticas e imaginárias, como The Future is Wild (2002), Primeval (2007–2011), Avatar (2009), Terra Nova (2011), e Alien Worlds (2020). A explosão moderna da evolução especulativa foi denominada pelo paleontólogo britânico Darren Naish como "Movimento de Evolução Especulativa".

## Como ferramenta científica e de aprendizagem
Embora caracterizada principalmente como entretenimento, a evolução especulativa pode ser usada como ferramenta educacional para explicar e ilustrar processos naturais reais através do uso de exemplos fictícios e imaginários.  Os mundos criados são muitas vezes construídos com base em princípios ecológicos e biológicos inferidos da história evolutiva real da vida na Terra e os leitores podem aprender com eles como tal. Por exemplo, todos os trabalhos especulativos de Dixon visam explorar processos reais, com After Man explorando a evolução, a zoogeografia de The New Dinosaurs e Man After Man e Greenworld (2010) explorando as alterações climáticas, oferecendo uma mensagem ambiental.
Em alguns casos, os artistas da evolução especulativa previram com sucesso a existência de organismos que mais tarde foram descobertos como semelhantes a algo real.  Muitos dos animais apresentados em After Man de Dixon ainda são considerados ideias plausíveis, com alguns deles (como roedores especializados e primatas semiaquáticos) sendo reforçados com estudos recentes de biologia.  Uma criatura apelidada de "Ceticaris", concebida pelo artista John Meszaros como um anomalocarídeo filtrador, foi publicada no livro de 2013, All Your Yesterdays, e em 2014, descobriu-se que o verdadeiro anomalocarídeo cambriano Tamisiocaris era um filtrador.  Em homenagem à previsão de Meszaros, Tamisiocaris foi incluído em um novo clado denominado Cetiocaridae, que depois foi renomeado para Tamisiocarididae seguindo as regras de nomenclatura do Código Internacional de Nomenclatura Zoológica.
Os Novos Dinossauros, de Dougal Dixon, foi fortemente influenciado por ideias paleontológicas que se desenvolveram durante sua época, como o renascimento dos dinossauros em andamento e, como tal, muitos dos dinossauros do livro são criaturas enérgicas e ativas, em vez de lentas e desajeitadas.  Dixon extrapolou as ideias de paleontólogos como Robert Bakker e Gregory S. Paul ao criar suas criaturas e também usou padrões vistos na história evolutiva real dos dinossauros e os levou-os ao extremo. Talvez por causa disso, muitos dos animais do livro são semelhantes aos animais reais do Mesozóico que foram descobertos mais tarde. Muitos dos dinossauros nele contidos têm penas, algo não amplamente aceito na época de sua publicação, mas visto como provável hoje. Da mesma forma, After Man em 1981 representa uma espécie de cápsula do tempo do pensamento geológico antes que o aquecimento global fosse totalmente discernido, mas Dixon também retrata uma sexta extinção em massa ou Antropoceno antes que fosse comum fazê-lo.
A evolução especulativa pode ser útil para explorar e apresentar padrões presentes no presente e no passado, e há um aspecto útil na formulação de hipóteses sobre a forma da vida futura e alienígena.  Ao extrapolar as tendências passadas para o futuro, os cientistas poderiam pesquisar e prever os cenários mais prováveis de como certos organismos e linhagens poderiam responder às mudanças ecológicas.  Como tal, a evolução especulativa facilita que autores e artistas desenvolvam hipóteses realistas do futuro. Em alguns campos científicos, a especulação é essencial para a compreensão do que está sendo estudado.  Os paleontólogos aplicam a sua própria compreensão dos processos naturais e da biologia para compreender as aparências e estilos de vida dos organismos extintos que são descobertos, variando até onde vai a sua especulação.  Por exemplo, All Yesterdays e sua sequência All Your Yesterdays (2017) exploram representações altamente especulativas de animais pré-históricos reais (e em alguns casos hipotéticos) que não contradizem explicitamente nenhum material fóssil recuperado.  A especulação empreendida para All Yesterdays e sua sequência foi comparada à dos trabalhos especulativos de evolução de Dixon, embora seu objetivo fosse desafiar as percepções e ideias conservadoras modernas de como os dinossauros e outras criaturas pré-históricas viviam, em vez de projetar ecossistemas totalmente novos.  Os livros inspiraram um movimento artístico moderno de artistas que vão além dos tropos convencionais da paleoarte, expandindo-se para representações cada vez mais especulativas da vida pré-histórica.
Além disso, a história evolutiva de organismos fictícios tem sido utilizada como ferramenta no ensino de biologia.  Caminalculos, em homenagem a Joseph H. Camin, são um grupo de formas de vida semelhantes a animais, consistindo em 77 espécies supostamente existentes e fósseis que foram inventadas como uma ferramenta para a compreensão da filogenética.  A classificação de Caminalculos, bem como de outras criaturas fictícias como dragões e alienígenas, tem sido usada como analogias para ensinar conceitos de evolução e sistemática.
A evolução especulativa é por vezes apresentada em exposições em museus.  Por exemplo, tanto After Man quanto The Future is Wild foram apresentados em forma de exposição, educando os visitantes do museu sobre os princípios da biologia e da evolução através do uso de suas próprias criaturas fictícias do futuro.

## Subgêneros

### Xenobiologia
Um subconjunto popular da evolução especulativa é a exploração de possíveis ecossistemas e vida extraterrestre realistas.  Escritos sobre evolução especulativa com foco na vida extraterrestre, como o blog Furahan Biology, usam princípios científicos realistas para descrever a biomecânica da hipotética vida alienígena. Embora comumente identificados com termos como "astrobiologia", "xenobiologia" ou "exobiologia", estes termos designam campos científicos reais em grande parte não relacionados com a evolução especulativa. Embora o trabalho do século XX em exobiologia às vezes formulasse ideias "audaciosas" sobre formas de vida extraterrestres.  Os astrofísicos Carl Sagan e Edwin Salpeter especularam que um ecossistema de "caçadores, flutuadores e chumbadores" poderia povoar as atmosferas de planetas gigantes gasosos como Júpiter, e o descreveram cientificamente em um artigo de 1976.
Na biologia especulativa focada em extraterrestres, as formas de vida são muitas vezes concebidas com a intenção de povoar planetas totalmente diferentes da Terra e, em tais casos, preocupações como a química, a astronomia e as leis da física tornam-se tão importantes a considerar como os princípios biológicos habituais.  Ambientes muito exóticos de extremos físicos podem ser explorados em tais cenários.  Por exemplo, Dragon's Egg, de Robert Forward, de 1980, desenvolve uma história de vida numa estrela de neutrões e o resultante ambiente de alta gravidade e alta energia, com uma atmosfera de vapor de ferro e montanhas com 5-100 milímetros de altura.  Uma vez que a estrela esfria e a química estável se desenvolve, a vida evolui extremamente rapidamente, e Forward imagina uma civilização de "cheela" que vive um milhão de vezes mais rápido que os humanos.
Em alguns casos, artistas e escritores que exploram uma possível vida alienígena evocam ideias semelhantes, independentes umas das outras, muitas vezes atribuídas ao estudo dos mesmos processos e ideias biológicas.  Tais ocasiões podem ser chamadas de "especulação convergente", semelhante à ideia científica de evolução convergente.
Talvez o trabalho especulativo mais famoso sobre um ecossistema alienígena hipotético seja o livro Expedition, de Wayne Barlowe, de 1990, que explora o exoplaneta fictício Darwin IV.  Expedition foi escrita como um relatório de uma expedição do século 24 que foi conduzida ao planeta por uma equipe composta por humanos e alienígenas inteligentes e usou pinturas e textos descritivos para criar e descrever um ecossistema extraterrestre totalmente realizado.  Mais tarde, Barlowe atuou como produtor executivo de uma adaptação televisiva do livro Alien Planet (2005), onde a exploração de Darwin IV é realizada por sondas robóticas e os segmentos que detalham os ecossistemas do planeta são intercalados com entrevistas com cientistas, como  Michio Kaku, Jack Horner e James B. Garvin.
Outros exemplos de evolução especulativa focada na vida extraterrestre incluem o livro Greenworld de Dougal Dixon de 2010, programas de TV como o especial Natural History of an Alien  da BBC2/Discovery Channel de 1997 e o programa Extraterrestrial do Channel 4/National Geographic de 2005, bem como uma variedade de projetos artísticos pessoais baseados na web, como "Snaiad" de C. M. Kosemen e "Furaha" de Gert van Dijk, imaginando a biosfera de mundos alienígenas inteiros.
Através da ficção científica, a biologia especulativa de organismos extraterrestres têm forte presença na cultura popular.  Acredita-se que o monstro homônimo de Alien (1979), particularmente seu ciclo de vida do ovo à larva parasitóide e ao 'Xenomorfo', seja baseado nos hábitos reais das vespas parasitóides.  Além disso, o projeto do Alien por HR Giger incorporou as características de insetos, equinodermos e crinóides fósseis, enquanto o artista conceitual John Cobb sugeriu sangue ácido como um mecanismo de defesa biológica.  O filme Avatar de James Cameron, de 2009, construiu uma biosfera fictícia cheia de espécies alienígenas especulativas originais;  uma equipe de especialistas garantiu que as formas de vida eram cientificamente plausíveis. As criaturas do filme se inspiraram em espécies da Terra tão diversas como pterossauros, micro raptores, grandes tubarões brancos e panteras, e combinaram suas características para criar um mundo alienígena.  Darren Naish também elogiou os designs de criaturas de Avatar: The Way of Water de 2022, admitindo a suspensão da descrença nos protagonistas humanóides Na'vi.  Ele observa que as outras criaturas, alienígenas e suas anatomias e estilos de vida são inspirados pela evolução e pela ecologia em um grau significativo, com inspirações prováveis, como fungos micorrízicos, répteis marinhos e evolução simiesca.  De acordo com Naish, "a série será um pilar nas discussões sobre design de criaturas e biologia especulativa ainda por algum tempo."

### Evolução alternativa
Semelhante à história alternativa, a evolução alternativa é a exploração de possíveis cenários alternativos que poderiam ter ocorrido no passado da Terra para dar origem a formas de vida e ecossistemas alternativos, popularmente a sobrevivência de dinossauros não-aviários até os dias atuais.  Como a humanidade muitas vezes não faz parte dos mundos imaginados através da evolução alternativa, ela tem sido por vezes caracterizada como não antropocêntrica.
Embora os dinossauros que sobreviveram até a idade dos humanos tenham sido adaptados como ponto de virada em inúmeras histórias de ficção científica desde pelo menos 1912, começando com The Lost World, de Arthur Conan Doyle, a ideia de explorar os ecossistemas alternativos completos que se desenvolveriam em tal cenário  realmente começou com a publicação de The New Dinosaurs de Dixon em 1988, em que os dinossauros não eram alguns retardatários solitários de espécies conhecidas que sobreviveram mais ou menos inalterados nos últimos 66 milhões de anos, mas diversos animais que continuaram a evoluir além do Cretáceo. Na linha da imaginação de Dixon, The New Dinosaurs, um projeto on-line colaborativo agora em grande parte extinto, mas criativamente significativo, o Speculative Dinosaur Project seguiu a mesma tradição zoológica de construção de mundo.
Desde 1988, a evolução alternativa tem sido por vezes aplicada na cultura popular.  As criaturas do filme King Kong de 2005 eram descendentes fictícios de animais reais, com a Ilha da Caveira sendo habitada por dinossauros e outras faunas pré-históricas.  Inspirados pelos trabalhos de Dougal Dixon, os designers imaginaram o que 65 milhões de anos ou mais de evolução isolada poderiam ter feito aos dinossauros.  A arte conceitual do filme foi publicada no livro The World of Kong: A Natural History of Skull Island (2005), que explorou o mundo do filme de uma perspectiva biológica, imaginando a Ilha da Caveira como um fragmento sobrevivente da antiga Gondwana.  Criaturas pré-históricas em uma ilha em declínio e erosão evoluíram para "um zoológico de pesadelos".
Uma hipotética história natural dos dragões é um assunto popular da zoologia especulativa, sendo explorada em obras como The Flight of Dragons (1979), de Peter Dickinson, o documentário falso de 2004 The Last Dragon e a série de livros Dragonology.

### Evolução futura
A evolução dos organismos no futuro da Terra é um subgênero popular da evolução especulativa.  Um tema relativamente comum na evolução futura é o colapso civilizacional e/ou a extinção dos seres humanos devido a um evento de extinção antropogénica causado pela degradação ambiental.  Após tal evento de extinção em massa, a fauna e a flora restantes evoluem para uma variedade de novas formas.  Embora as bases deste subconjunto tenham sido lançadas por The Time Machine de Wells já em 1895, é geralmente aceito que ele foi definitivamente fundado por After Man de Dixon em 1981, que explorou um ecossistema futuro totalmente realizado situado a 50 milhões de anos do presente.  O terceiro trabalho de Dixon sobre evolução especulativa, Man After Man (1990) também é um exemplo de evolução futura, desta vez explorando um caminho evolutivo futuro imaginado da humanidade.
Future Evolution, de Peter Ward (2001), faz uma abordagem cientificamente precisa para a previsão de padrões de evolução no futuro.  Ward compara suas previsões com as de Dixon e Wells. Tenta compreender o mecanismo das extinções em massa e os princípios de recuperação dos ecossistemas.  Um ponto chave é que os "supertaxas campeãs", que diversificam e especializam em uma taxa maior, herdarão o mundo após extinções em massa.  Ward cita o paleontólogo Simon Conway Morris, que aponta que as criaturas fantásticas ou mesmo excêntricas criadas por Dougal Dixon ecoam a tendência da natureza de convergir para os mesmos planos corporais.  Embora Ward chame as visões de Dixon de "semi-fantasiosas" e as compare com as visões iniciais de Wells em A Máquina do Tempo, ele continua a usar a evolução análoga, que é uma tendência maior na zoologia especulativa.
A evolução futura também foi explorada na TV, com a série de documentário fantasioso The Future is Wild em 2002, da qual Dixon foi consultor (e autor do livro complementar), e a série Primeval (2007–2011)  , uma série dramática em que animais imaginários do futuro apareciam ocasionalmente.  Ideias de evolução futura também são frequentemente exploradas em romances de ficção científica, como no romance de ficção científica de Kurt Vonnegut, Galápagos, de 1985, que imagina a evolução de um pequeno grupo sobrevivente de humanos em uma espécie semelhante a um leão-marinho.  O romance de ficção científica de Stephen Baxter, Evolution, de 2002, segue 565 milhões de anos de evolução humana, desde mamíferos semelhantes a musaranhos, 65 milhões de anos no passado, até o destino final da humanidade (e de seus descendentes, tanto biológicos quanto não biológicos), 500 milhões de anos no futuro. All Tomorrows de 2008, de C. M. Kosemen, explora de forma semelhante a evolução futura da humanidade.  A biologia especulativa e a evolução futura da espécie humana são significativas na bioarte.

### "Mundos semeados" (seed worlds)
Mundos sementes, ou mundos semeados, são outro subgênero popular da evolução especulativa.  Envolve um planeta terraformado ou um planeta habitável, mas desabitado, sendo "semeado" por espécies já existentes de animais, plantas e fungos, que se especiarão para preencher os diferentes nichos por radiação adaptativa.  O foco pode estar em uma ou várias espécies, mas geralmente há mais táxons presentes no planeta do projeto, o que geralmente não serão abordado com tantos detalhes.
Uma das obras mais conhecidas nesta categoria é Serina: A Natural History of the World of Birds, de Dylan Bajda, em que a espécie focal é o canário doméstico, Serinus canaria domestica, que é o progenitor de todas as outras espécies de aves que  venha mais tarde.  Uma espécie menor que mais tarde se torna mais relevante é o guppy (Poecilia), cujos descendentes se tornam trípodes terrestres e competem contra as aves após uma grave extinção em massa que matou 99% de todas as espécies na Lua. Outro mundo de sementes relevante, Batrachiterra, envolve várias espécies de sapos semeados por humanos no planeta fictício Heqet, originalmente com o propósito de estudar a batracotoxina.